# San José de Buenavista, Zacatecas
San José de Buenavista är en ort i Mexiko.   Den ligger i kommunen Chalchihuites och delstaten Zacatecas, i den centrala delen av landet, 700 km nordväst om huvudstaden Mexico City. San José de Buenavista ligger 2 057 meter över havet och antalet invånare är 409.
Terrängen runt San José de Buenavista är platt norrut, men söderut är den kuperad. Runt San José de Buenavista är det glesbefolkat, med 15 invånare per kvadratkilometer. Närmaste större samhälle är Chalchihuites, 6,5 km sydost om San José de Buenavista. Omgivningarna runt San José de Buenavista är i huvudsak ett öppet busklandskap.